# Fukuisaurus tetoriensis
Il fukuisauro (Fukuisaurus tetoriensis) era un dinosauro erbivoro appartenente agli iguanodonti vissuto nel Cretaceo inferiore in quello che oggi è il Giappone.

## Un cranio rigido
Questo dinosauro ornitopode lungo circa 6 metri, esteriormente, doveva assomigliare moltissimo ai ben noti iguanodonti europei, ma il cranio era insolitamente robusto, con una mandibola profonda e alta. Sembra che Fukuisaurus avesse perso la flessibilità cranica acquisita dagli altri iguanodonti, anche se non si capisce come questa caratteristica potesse rivelarsi utile nella masticazione di materiali vegetali. Le parentele di Fukuisaurus, probabilmente, vanno comunque ricercate in quel gruppo di iguanodonti evoluti noti come adrosauroidi, i diretti antenati dei dinosauri a becco d'anatra. I resti di Fukuisaurus sono stati ritrovati in strati dell'Hauteriviano - Barremiano, negli stessi strati che hanno restituito un teropode, Fukuiraptor, forse il suo principale predatore. Noto fin dagli anni '80, Fukuisaurus è stato descritto solo nel 2003 da Kobayashi e Azuma.